# Palácio das Cegonhas

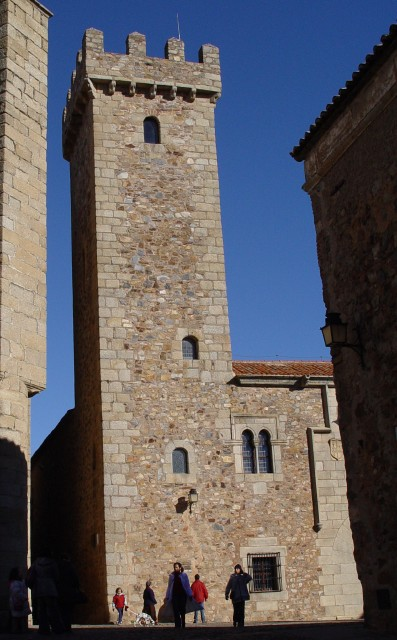
Torre do Palacio de las Cigüeñas.

O Palacio de las Cigüeñas (Palácio das Cegonhas) é um palácio espanhol situado na Plaza de San Mateo, na parte mais alta da cidade monumental de Cáceres.
O palácio é conhecido por este nome devido ao grande número de cegonhas que nele nidificavam. Foi edificado, no século XV, por Diego de Ovando sobre uma parte do antigo alcázar almóada. A fachada é composta por um simples arco de volta perfeita com pedras em forma de cunha, sobre o qual existe uma janela e dois escudos dos Ovando-Mogollón. Nos lados, no primeiro piso, encontramos duas janelas geminadas com arcos de ferradura apontados. Do interior, merece a pena conhecer o seu pátio senhorial, actualmente visitável.
No entanto, o que realmente se destaca no conjunto é a sua alta torre com ameias sustentadas por pequenas mísulas. Trata-se da única torre do recinto histórico que não foi cortada. A casa dos Ovando livrou-se da ordem real, de Isabel a Católica, ditada contra as torres de todas as casas pela lealdade das mesmas a Joana de Trastâmara na disputa pelo trono de Castela. Em 1480, depois da coroação de Isabel, foi ortogado a Diego de Ovando o direito de levantar a dita torre.
O palácio foi reformado na década de 1940 para acolher a sede do Governo Militar e, actualmente, continua na posse do Ministério da Defesa.